# Hažlín
Hažlín (allemand : Hassling), est un village de Slovaquie situé dans la région de Prešov.

## Histoire
Première mention écrite du village en 1414.

## Démographie

### Évolution de la population
| Année:               | 1994. | 2004.   | 2014.   | 2024.   |
| -------------------- | ----- | ------- | ------- | ------- |
| Nombre de personnes: | 1193  | 1191    | 1135    | 1058    |
| Différence:          |       | -0,16 % | -4,70 % | -6,78 % |

| Année:               | 2023. | 2024.   |
| -------------------- | ----- | ------- |
| Nombre de personnes: | 1051  | 1058    |
| Différence:          |       | +0,66 % |